# Robert Keller
Robert Keller (1854 - 1939 ) fue un botánico, pteridólogo, briólogo, pedagogo y político suizo.
Efectúa estudios de Ciencias naturales y de Filosofía en Zúrich, Leipzig y en Jena, de 1873 a 1877, se doctora en 1877. Docente de historia natural en su ciudad natal Winterthur, de 1878 a 1921, director de Escuelas superiores municipales, de 1891 a 1916, consejero de importantes reformas escolares (notablemente el reforzamiento de la enseñanza de la historia natural).
Fue diputado al Gran Consejo de Zúrich, de 1887 a 1890), miembro del Gran Consejo de la ciudad de Wintertour, de 1894 a 1898. Y miembro del Consejo cantonal de la Educación, de 1890 a 1908 y de 1911 a 1917; y de la Comisión de la Enseñanza superior de 1891 a 1921.
Desde 1885, Keller realiza trabajos fundamentales de la florística y de la clasificación de especies discriminantes. Fue miembro fundador de la "Sociedad de las Ciencias naturales de Wintertour, fundador y curador de las colecciones científicas de la ciudad, de 1886 a 1935).

## Algunas publicaciones
- Flora von Schweiz 4 ediciones 1909, all. 1900, con Hans Schinz[2][3]

- Flora von Winterthur

- Bromberflora der Kantons Zürich

- Übersicht über die Schweiz. Rubi 1919

- Synopsis rosarum spontanearum Europae mediae 1931[1]

## Honores
- Doctor honoris causa de la Universidad de Zúrich, 1933

### Eponimia
- (Poaceae) Schizachyrium kelleri Stapf[4]

## Fuente
- Hunziker, R. «Rektor Dr. Robert Keller, 1854-1939». En Alt-Vitodurania, 1938-1940, 23-30